# 서면초등학교 (경기)
서면초등학교는 대한민국 경기도 광명시 소하동에 있는 공립 초등학교이다.

## 학교 연혁
- 1927년 4월 1일 서면공립보통학교(4년제 2학급) 개교설립인가 3월 31일
- 1938년 4월 1일 서면공립심상소학교로 개칭
- 1941년 4월 1일 서면공립국민학교로 개칭
- 1943년 4월 10일 노온사간이학교 인가
- 1960년 4월 1일 철산분실 설립 인가
- 1963년 4월 1일 호현분교장 인가
- 1996년 3월 1일 서면초등학교로 개칭
- 1997년 5월 1일 소하초등학교 분리(14학급 540명)
- 2011년 3월 1일 밝은빛유치원 분리 개원
- 2018년 1월 1일 제89회 졸업(117명, 졸업생 총계 17,559명)
- 2018년 3월 1일 26학급 편성(일반 24학급, 특수 2학급)
- 2019년 1월 9일 제90회 졸업(졸업생수: 95명, 졸업생 총수 17,654명)
- 2019년 3월 1일 28학급 편성(일반 26학급, 특수 2학급)
- 2020년 1월 16일 제91회 졸업식(졸업생수 99명, 졸업생 총수 17,753명)
- 2020년 3월 1일 25학급 편성 (일반 23학급, 특수 2학급)
- 2021년 1월 15일 제 92회 졸업식(졸업생수 120명, 졸업생 총수 17,873명)
- 2021년 3월 1일 24학급 편성 (일반 22학급, 특수 2학급)

## 참고 자료
- 서면초등학교 - 한국교육학술정보원 학교알리미